# Jurij Żdanow
Jurij Andriejewicz Żdanow (ros. Ю́рий Андре́евич Жда́нов, ur. 20 sierpnia 1919 w Twerze, zm. 19 grudnia 2006 w Rostowie nad Donem) – radziecki i rosyjski naukowiec, działacz partyjny, rektor Rostowskiego Uniwersytetu Państwowego (1957–1988).

## Życiorys
Syn prominentnego polityka ZSRR okresu stalinowskiego Andrieja Żdanowa, w latach 1937–1941 studiował chemię organiczną na Wydziale Chemicznym Moskiewskiego Uniwersytetu Państwowego, w latach 1941–1945 był instruktorem i propagandzistą w Głównym Zarządzie Politycznym Armii Czerwonej, od 1944 członek WKP(b). Między 1945 a 1947 asystent Moskiewskiego Uniwersytetu Państwowego, jednocześnie w latach 1945-1949 był aspirantem Instytutu Filozofii Akademii Nauk ZSRR, od 1948 kandydat nauk filozoficznych, od 1947 do 10 lipca 1948 kierował Wydziałem Nauki Zarządu Propagandy i Agitacji KC WKP(b). Od 10 lipca 1948 do 30 grudnia 1950 kierownik Sektora Nauki Wydziału Propagandy i Agitacji KC WKP(b), od 30 grudnia 1950 do 3 lipca 1952 kierownik Wydziału Nauki i Wyższych Instytucji Edukacyjnych KC WKP(b), od 3 lipca 1952 do 25 marca 1953 kierownik Wydziału Nauk Przyrodniczych i Technicznych i Wyższych Instytucji Edukacyjnych KC WKP(b)/KPZR. Od 14 października 1952 do 14 lutego 1956 członek KC KPZR, w latach 1953–1957 kierownik Wydziału Nauki i Kultury Komitetu Obwodowego KPZR w Rostowie nad Donem i jednocześnie wykładowca Rostowskiego Uniwersytetu Państwowego, od 1957 docent, między 1957 a 1988 rektor Rostowskiego Uniwersytetu Państwowego, jednocześnie w latach 1962–1995 kierownik Katedry Chemii Połączeń Naturalnych i Wysokomolekularnych tego uniwersytetu. Od 1961 profesor, od 1970 przewodniczący Rady Północnokaukaskiego Centrum Naukowego Szkoły Wyższej, od 1972 redaktor naczelny pisma tego centrum, później członek korespondent rady redakcyjnej pisma "Carbohydrate Research", członek Państwowego Komitetu Planowego RFSRR, od 1995 redaktor naczelny pisma "Naucznaja Mysl Kawkaza".
Doctor honoris causa Uniwersytetu Śląskiego, członek Rosyjskiej Akademii Nauk Przyrodniczych, Rosyjskiej Akademii Ekologicznej, Akademii Nauk Humanistycznych Rosji, Międzynarodowej Akademii Nauk Szkoły Wyższej, Akademii Nauk Energoinformacyjnych, Międzynarodowej Akademii Ekologii i Bezpieczeństwa Przebiegu Czynności Życiowych, honorowy członek Akademii Inżynieryjnej Rosji.
Mąż Swietłany Alliłujewej, córki Stalina.

## Odznaczenia i nagrody
- Order Lenina (dwukrotnie)
- Order Rewolucji Październikowej
- Order Wojny Ojczyźnianej II klasy
- Order Czerwonego Sztandaru Pracy (dwukrotnie)
- Order Czerwonej Gwiazdy
- Order Przyjaźni Narodów
- Order „Znak Honoru”
- Medal imienia N. Krupskiej
- Nagroda Państwowa ZSRR (1983)
- Medal Żukowa
- Złoty Medal Ogólnorosyjskiego Centrum Wystawowego ZSRR